# パット・メセニー・グループ
パット・メセニー・グループ (Pat Metheny Group) は、1977年に結成されたジャズ・フュージョン・バンドである。
グループの主要メンバーはギタリストでリーダーのパット・メセニー、キーボーディストでピアニストのライル・メイズ、1981年に加入したベーシストのスティーヴ・ロドビーからなっている。その他の多くのミュージシャンがメンバーまたはゲストとして参加している。

## 経歴
創設者であるパット・メセニーは2枚のソロ・アルバムと共に1970年代半ばのジャズ・フュージョン・シーンへ登場した。1977年発表のアルバム『ウォーターカラーズ』で既にキーボーディストのライル・メイズと共演している。続くアルバムはライル・メイズとの共作を含み、アレンジのスタイルも確立され、1978年にセルフ・タイトル・アルバムをECMレコードから発表された。グループの2枚目のアルバム『アメリカン・ガレージ』（1980年）はビルボード・ジャズ・チャートからポップ・チャートに幅広くランクされるほどのスマッシュヒットとなった。オープニング・トラックである「(クロス・ザ) ハートランド」の持つ力強さやアップテンポリズムはグループの特徴となっていった。初期の2枚のアルバムにはダニー・ゴットリーブ（ドラム）とマーク・イーガン（ベース)が参加している。グループはアメリカやヨーロッパでの数多くのツアーをこなしながら成長を続けていった。初期のグループはギブソン・ギターでのオクターブ奏法やギター・シンセサイザー、そしてライル・メイズのオーバーハイム・シンセサイザーなどの独特の音を特徴とした。グループは初期から実験的なものからグラスルーツにいたるまで幅広いスタイルに基づきながらオリジナル曲を演奏していた。
1982年から1985年にかけ、グループは『オフランプ』（1982年）、『トラヴェルズ』（1983年）、『ファースト・サークル』（1984年）、『コードネームはファルコン』（1984年同名映画のサントラ）と、立て続けにアルバムをリリースをした。なお、『コードネームはファルコン』収録のデヴィッド・ボウイとの共演作「ジス・イズ・ノット・アメリカ」は、エバー・グリーンの名作として、アメリカのラジオでは現在もオンエアされている。『オフランプ』ではマーク・イーガンに変わりスティーヴ・ロドビーがベーシストとして加入し、ブラジルのパーカッショニストでボーカリストのナナ・ヴァスコンセロスがゲスト参加。『ファースト・サークル』ではアルゼンチンのマルチ・ミュージシャンのペドロ・アスナールとダニー・ゴットリーブに替わりポール・ワーティコがドラマーとして加入した。この時期のパット・メセニー・グループは商業的にも最も人気が高く、ECMレーベルにとっても重要なアーティストとなったが、ECM総裁のマンフレート・アイヒャーとの考えの違いからライブ録音のアルバム『トラヴェルズ』とアルバム『ファースト・サークル』を最後にECMを離れることとなった。
1984年にECMを離れ、セルフ・プロダクション「メセニー・グループ・プロダクション」を創設、ゲフィン・レコードに籍を移す。メセニーはブラジル音楽の影響の強い2連作『スティル・ライフ』（1987年）、『レター・フロム・ホーム』（1989年）をリリース。商業的に大きくヒットする。
1997年にワーナー・ブラザース・レコードに移り、アルバム『イマジナリー・デイ』をリリース。2002年リリースのアルバム『スピーキング・オブ・ナウ』には年間契約の元、リチャード・ボナがベーシスト兼ボーカリストとして参加している。2004年にはワーナー・ミュージック・グループの大幅な改編に伴いワーナー・ブラザース・レコードはジャズ部門を閉鎖、同グループ傘下のノンサッチ・レコードに移り、2005年にアルバム『ザ・ウェイ・アップ』をリリース。CDの構成上は4パートに分かれているが、メセニーは一つの楽曲としてこのアルバムを発表している。尚、日本国内向けの盤では最終パート内に約4分のボーナス部分が含まれており、総演奏時間も72分を超えている。

## メンバー

### 現在のメンバー
- パット・メセニー (Pat Metheny) - ギター、ギター・シンセ
- ライル・メイズ (Lyle Mays) - ピアノ、シンセサイザー
- スティーヴ・ロドビー (Steve Rodby) - ベース
- アントニオ・サンチェス (Antonio Sanchez) - ドラム、パーカッション
- クオン・ヴー (Cuong Vu) - トランペット、ボーカル、パーカッション
- グレゴア・マレ (Grégoire Maret) - ハーモニカ、ボーカル、パーカッション
- ナンド・ローリア (Nando Lauria) - ギター、ボーカル、パーカッション

### 過去の参加メンバー(PMG名義のアルバム参加メンバー)
- マーク・イーガン (Mark Egan) - ベース
- ダニー・ゴットリーブ (Danny Gottlieb) - ドラム
- ナナ・ヴァスコンセロス (Nana Vasconcelos) - パーカッション、ドラム、ボーカル
- ペドロ・アスナール (Pedro Aznar) - ボーカル、パーカッション、ギター
- ポール・ワーティコ (Paul Wertico) - ドラム
- アーマンド・マーサル (Armando Marcal) - パーカッション、ボーカル
- デヴィッド・ブラマイヤーズ (David Blamires) - ボーカル
- マーク・レッドフォード (Mark Ledford) - ボーカル
- ルイス・コンテ (Luis Conte) - パーカッション
- リチャード・ボナ (Richard Bona) - パーカッション、ベース、ボーカル

## ディスコグラフィ

### アルバム
- 『パット・メセニー・グループ』 - Pat Metheny Group (1978年、ECM) ※旧邦題『想い出のサン・ロレンツォ』
- 『アメリカン・ガレージ』 - American Garage (1980年、ECM)
- 『オフランプ』 - Offramp (1982年、ECM) ※旧邦題『愛のカフェ・オーレ』
- 『トラヴェルズ』 - Travels (1983年、ECM)
- 『ファースト・サークル』 - First Circle (1984年、ECM)
- 『コードネームはファルコン』 - The Falcon And The Snowman (1985年、EMI) ※サウンドトラック
- 『スティル・ライフ』 - Still Life (Talking) (1987年、Geffen)
- 『レター・フロム・ホーム』 - Letter From Home (1989年、Geffen)
- 『ザ・ロード・トゥ・ユー』 - The Road To You (1993年、Geffen)
- 『ウィ・リヴ・ヒア』 - We Live Here (1995年、Geffen)
- 『カルテット』 - Quartet (1996年、Geffen)
- 『イマジナリー・デイ』 - Imaginary Day (1997年、Warner Bros.)
- 『スピーキング・オブ・ナウ』 - Speaking Of Now (2002年、Warner Bros.)
- 『ザ・ウェイ・アップ』 - The Way Up (2005年、Nonesuch)

### コンピレーション・アルバム
- 『エッセンシャル・コレクション - ラスト・トレイン・ホーム』 - Essential Collection Last Train Home (2015年、Nonesuch)[1]

### 映像作品
- 『モア・トラヴェルズ』 - More Travels (1992年)
- 『ウィ・リヴ・ヒア ライヴ・イン・ジャパン 1995』 - We Live Here - Live in Japan (1995年)
- 『イマジナリー・デイ・ライヴ』 - Imaginary Day Live (2001年)
- 『スピーキング・オブ・ナウ ライヴ・イン・ジャパン』 - Speaking of Now Live (2003年)
- 『ザ・ウェイ・アップ・ツアー - ライヴ・イン・コリア』 - The Way Up - Live (2006年)

## 功績

### グラミー賞
| タイトル                     | 年度 | 部門                               |  |
| ---------------------------- | ---- | ---------------------------------- |  |
| "Offramp"                    | 1983 | Best Jazz Fusion Performance       |  |
| "Travels"                    | 1984 | Best Jazz Fusion Performance       |  |
| "First Circle"               | 1985 | Best Jazz Fusion Performance       |  |
| "Still Life (Talking)"       | 1988 | Best Jazz Fusion Performance       |  |
| "Letter From Home"           | 1990 | Best Jazz Fusion Performance       |  |
| "The Road to You"            | 1994 | Best Contemporary Jazz Album       |  |
| "We Live Here"               | 1996 | Best Contemporary Jazz Album       |  |
| "Imaginary Day"              | 1999 | Best Contemporary Jazz Album       |  |
| ""The Roots of Coincidence"" | 1999 | Best Rock Instrumental Performance |  |
| "Speaking of Now"            | 2003 | Best Contemporary Jazz Album       |  |
| "The Way Up"                 | 2006 | Best Contemporary Jazz Album       |  |